# Afrikanischer Stuhl
Der Afrikanische Stuhl ist ein 1921 von Marcel Breuer und Gunta Stölzl entworfenes, thronähnliches Sitzmöbel und gilt als ein Schlüsselwerk des frühen Bauhauses.

## Geschichte
In der Möbelwerkstatt am Bauhaus der 1919 gegründeten Weimarer Kunstschule Bauhaus entstand 1921 in einer Zusammenarbeit zwischen zwei Studenten, dem Tischler Marcel Breuer und der Weberin Gunta Stölzl, ein Thron aus Eichenholz mit Stoffbespannung und Sitzkissen.
Um 1922 wurde der Stuhl als Einzelstück in Privatbesitz abgegeben, und es befand sich in den Archiven nur noch eine Schwarzweiß-Fotografie. In einem 1926 publizierten Film versuchte Breuer, von diesem Stuhl aus anhand von fünf Möbelstücken die Entwicklung des Möbeldesigns am Bauhaus zu veranschaulichen. Seinen Namen Afrikanischer Stuhl bekam das Möbel erst später. Als Breuers erste Monografie 1950 in den USA erschien, tauchte dort die Abbildung des Afrikanischen Stuhls als Schlüsselwerk seines Schaffens wieder auf. Der Stuhl selber galt als verschollen.
Im Jahr 2004 boten die Erben eines früheren Käufers den Stuhl dem Berliner Bauhaus-Archiv zum Kauf an. Das Archiv erwarb den Stuhl daraufhin mit Mitteln des Ernst von Siemens Kunstfonds für die eigene Sammlung. Er wurde noch im gleichen Jahr in einer Ausstellung gezeigt. 2009 war er nochmals in der Ausstellung Modell Bauhaus im Martin-Gropius-Bau zu sehen.

## Design und Bedeutung
Der Afrikanische Stuhl ist ein hochlehniges Sitzmöbel aus handgeschnitztem, bunt bemaltem Eichenholz mit fünf Beinen (der Summe aus Mann und Frau) und bunter Stoffbespannung sowie einem Sitzkissen. Er erinnert an einen Thron und greift dabei afrikanische Stilelemente auf. Die Holzkonstruktion wurde von Marcel Breuer entworfen und gebaut. Die Stoffe stammen von Gunta Stölzl und wurden mit bunten Motiven der ungarischen Volkskunst in Gobelintechnik mit freier abstrakter Formgebung gewebt.
Da es über die Entstehung diese Stuhls keine Zeitzeugnisse gibt, ist heute nicht bekannt, wofür er gedacht war. Die Vermutungen reichen dabei von einem Hochzeitsstuhl des Paares Breuer/Stölzl bis zu einem Thron für den Bauhaus-Direktor Walter Gropius. Oder das Stück könnte laut Bauhaus-Archiv auf die in der klassischen Architekturtheorie zu findende Vorstellung der Architektur als der Mutter aller Künste verweisen, mit dem Architekten als Anführer und Organisator – einer Rolle, in der sich Walter Gropius zeitlebens gern sah.
Marcel Breuer beschrieb den Stuhl selber als Grundlage für seine Idee des schwebenden Sitzens und Basis für seine später weltbekannten Freischwinger. Der Afrikanische Stuhl gilt heute bei Kunsthistorikern als ein Schlüsselwerk des frühen Bauhauses und als das erste Möbel sowohl von Stölzl als auch Breuer.